# Synoestropsis ecliptica
Synoestropsis ecliptica is een schietmot uit de familie Hydropsychidae. De soort komt voor in het Neotropisch gebied.